# Cheval Blanc St-Barth Isle de France
Pour les articles homonymes, voir Hôtel Cheval Blanc et Cheval blanc.
Le Cheval Blanc St-Barth Isle de France est un hôtel de luxe situé à Saint-Barthélémy, dans les Antilles françaises, propriété du groupe LVMH ainsi que de Xavier Niel et reprend l'usage de la marque Cheval Blanc inaugurée à Courchevel.

## Situation et localisation
L'hôtel se trouve sur la côte septentrionale de l'île, sur les rives de l'anse des Flamands, à 4,2 km au nord du bourg chef-lieu, Gustavia.
L'aéroport de Saint-Barthélemy-Rémy-de-Haenen se situe à 2,7 km au sud-est de l'établissement.

## Historique
Inauguré en 1991, l'hôtel est acheté par le groupe LVMH ainsi que Xavier Niel en 2013 auprès des actionnaires AJ Capital Partners et la famille Vere Nicoll. L'hôtel était en contrat de management avec le groupe Oetker Collection avant de passer sous la marque Cheval Blanc, propriété du groupe LVMH.
En juillet 2016, il reçoit la distinction palace, il est alors premier établissement d'outre-mer à obtenir cette distinction.
En 2020, à sa réouverture à la suite de l’ouragan Irma, il est le plus grand hôtel de l’île en nombre de chambres à la suite du rachat de l’hôtel voisin Taiwana en 2016 pour 50,4 millions d’euros,,.